# Aschenstedt
Aschenstedt  ist ein Ortsteil der Gemeinde Dötlingen im niedersächsischen Landkreis Oldenburg im Naturpark Wildeshauser Geest.
Das drei Kilometer östlich vom Ortskern Dötlingens gelegene Dorf hatte im August 2022 641 Einwohner. Nach dem Bau der Bahnstrecke Delmenhorst–Hesepe 1898 befand sich in Aschenstedt der Dötlinger Bahnhof. Die Haltestelle wurde 1981 geschlossen.
In Aschenstedt befindet sich das Großsteingrab Gerichtsstätte.
Die Hunte fließt westlich in drei Kilometer Entfernung.

## Infrastruktur
- Vereine: Männergesangverein Bahnhof Dötlingen in Aschenstedt[2]